# Acanthormius
Acanthormius är ett släkte av steklar. Acanthormius ingår i familjen bracksteklar.

## Dottertaxa tillAcanthormius, i alfabetisk ordning[1]
- Acanthormius adentis
- Acanthormius albidentis
- Acanthormius alius
- Acanthormius bakeri
- Acanthormius balanus
- Acanthormius belokobylskiji
- Acanthormius bicolor
- Acanthormius brevidentatus
- Acanthormius chinensis
- Acanthormius concavus
- Acanthormius crustatus
- Acanthormius curvidentatus
- Acanthormius dentatus
- Acanthormius dentifer
- Acanthormius dubitatus
- Acanthormius evertsi
- Acanthormius flavoapicalis
- Acanthormius gilvus
- Acanthormius gutianshanensis
- Acanthormius iriomotensis
- Acanthormius japonicus
- Acanthormius kabaenensis
- Acanthormius longiradialis
- Acanthormius malayensis
- Acanthormius menglunensis
- Acanthormius nitidinotum
- Acanthormius nixoni
- Acanthormius obstitus
- Acanthormius philippinensis
- Acanthormius propensus
- Acanthormius rossicus
- Acanthormius royi
- Acanthormius rugosivertex
- Acanthormius rugosus
- Acanthormius sabahensis
- Acanthormius sumatrensis
- Acanthormius takadai
- Acanthormius testaceus
- Acanthormius tianmushanensis
- Acanthormius unidens
- Acanthormius wusheensis
- Acanthormius yasirae